# Psittacella picta
Il pappagallo tigrato dipinto (Psittacella picta) è un uccello della famiglia degli Psittaculidi, endemica della Nuova Guinea.